# حوزه انتخابیه آبادان
حوزهٔ انتخاباتی آبادان یکی از حوزه‌های استان خوزستان برای انتخابات مجلس شورای اسلامی است. این حوزه به مرکزیت آبادان ۳ نماینده دارد.

## نمایندگان
اسامی نمایندگان حوزه انتخابیه آبادان پس از انقلاب به شرح زیر است.

### دوره اول
1. محمد رشیدیان
2. ایرج صفاتی دزفولی
3. محمد نصرالهی

### دوره دوم
1. محمد رشیدیان
2. محمدامين عفرى
3. محمد کیاوش

### دوره سوم
1. محمدسعید انصاری
2. عبدالحسن مقتدایی
3. محمد رشیدیان

### دوره چهارم
1. سید یونس موسوی
2. محمدسعید انصاری
3. عبدالحسن مقتدایی

### دوره پنجم
1. ایرج صفاتی دزفولی
2. عبدالله کعبی

### دوره ششم
1. محمد رشیدیان
2. احمد میدری

### دوره هفتم
1. محمدسعید انصاری
2. جواد سعدون زاده
3. عبدالله کعبی

### دوره هشتم
1. سیدحسین دهدشتی
2. سید علی موسوی جرف

### دوره نهم
1. سیدحسین دهدشتی
2. محمدسعید انصاری
3. جواد سعدون زاده

### دوره دهم
1. جلیل مختار
2. عامر کعابی
3. غلامرضا شرفی

### دوره یازدهم
1. سید محمد مولوی
2. سید مجتبی محفوظی
3. جلیل مختار

### دوره دوازدهم
1. جلیل مختار
2. جواد سعدون زاده
3. سید محمد مولوی

## پی‌نوشت و منبع
1. ↑  «لیست کامل نمایندگان خوزستان در سالهای پس از انقلاب».[پیوند مرده]

- «جدول حوزه‌های انتخابیه در انتخابات نهمین دورهٔ مجلس شورای اسلامی» (PDF). مرکز پژوهش و سنجش افکار صدا و سیما. بایگانی‌شده از اصلی (PDF) در ۵ اكتبر ۲۰۱۸. دریافت‌شده در ۲۱ مارس ۲۰۱۶. تاریخ وارد شده در |archive-date= را بررسی کنید (کمک)